# Брзич, Ивица
Иван (Ивица) Брзич (серб. Иван «Ивица» Брзић  / Ivan «Ivica» Brzić; 28 мая 1941, Нови-Сад — 2 июня 2014, Нови-Сад) — югославский футболист и тренер. Играл на позиции полузащитника.

## Карьера
Начал карьеру в клубе «Нови-Сад», где провёл 3 года, затем играл половину сезона за «Железничар». В декабре 1964 года Брзич перешёл в «Войводину», за которую провёл 8 сезонов и с которой победил в 1966 году в чемпионате Югославии. После этого Брзич играл в Австрии за клубы «Донавицер» и «Линц», с которым стал чемпионом Австрии. В сборной Югославии Брзич играл в основном за вторую команду, а за первую сборную провёл лишь 1 игру — 18 октября 1966 года в Белграде с командой СССР, завершившуюся победой последней 2:1.
После завершения карьеры игрока, Брзич работал тренером в родной «Войводине», а также Испании и Перу. Наиболее удачным был период с перуанскими клубами «Альянса Лима», сделав клуб чемпионом Перу, и «Университарио», которую он привёл к двум подряд чемпионским званиям в Перу.
17 сентября 2007 года Брзич вновь возглавил «Войводину», а 29 мая 2008 года клуб принял решение не продлевать контракт с тренером.

## Достижения
- Чемпион Югославии: 1966
- Чемпион Австрии: 1975
- Чемпион Перу: 1992, 1993, 2001
- Серебряный призёр Чемпионат Европы по футболу (1968).